# Asplenium pseudofontanum x foreziense
Asplenium pseudofontanum x foreziense là một loài dương xỉ trong họ Aspleniaceae. Loài này được Hérib. mô tả khoa học đầu tiên.
Danh pháp khoa học của loài này chưa được làm sáng tỏ. 